# Ruta Nacional 17 (Colombia)
La Ruta Nacional 17 es una ruta colombiana de tipo Troncal que inicia en el municipio Guachucal, departamento de Nariño saliendo del tramo 0801 de la Ruta Nacional 8 y finaliza en el municipio de Samaniego, departamento de Nariño. Una ruta que atraviesa la parte occidental del departamento nariñense paralela al Macizo Colombiano y a la Costa Pacífica colombiana.

## Antecedentes
La ruta fue establecida en la Resolución 3700 de 1995 teniendo como punto de inicio el sitio de Chiles en el municipio de Cumbal, departamento de Nariño y como punto final el municipio de López de Micay en el departamento del Cauca. Dicho trazado inicial pretendía elaborar una troncal que conectara el altiplano nariñense con el Pacífico colombiano y permitir una vía de acceso a los municipios de las estribaciones de la Cordillera Occidental atravesando los departamentos de Nariño y Cauca. Sin embargo, la Resolución 339 de 1999 redefinió la ruta dejando sólo el sector Guachucal - El Espino y Túquerres - Samaniego, Los sectores entre Chiles - Guachucal y Samaniego - Sotomayor fueron eliminados de la ruta actual aunque oficialmente siguen haciendo parte de la ruta, el sector entre Sotomayor y López de Micay no fue definido y no hay planes a mediano plazo para su construcción, a pesar de que desde los años 40 se ha priorizado en construir un corredor vial para esta zona.

## Descripción de la ruta
La ruta posee una longitud total de 55,30 km. aproximadamente dividida de la siguiente manera:

### Ruta actual[1]
| Código | Tipo  | Recorrido             | Clasificación SINC              | PR Inicial | PR Final | Longitud km. |
| ------ | ----- | --------------------- | ------------------------------- | ---------- | -------- | ------------ |
| 1701   | Tramo | Guachucal - El Espino | Via Alterna al Puerto de Tumaco | 28+0900    | 40+0200  | 11,30        |
| 1702   | Tramo | Túquerres - Samaniego | Acceso a Samaniego              | 0+0000     | 44+0000  | 44,00        |

- Total kilómetros a cargo de INVIAS: 55,30 km.
- Total Kilómetros en concesión por la ANI: 0 km.
- Total Kilómetros en concesión departamental: 0 km.
- Total tramos (incluido tramos alternos): 2
- Total pasos o variantes: 0
- Total ramales: 0
- Total subramales: 0
- Porcentaje de vía en Doble Calzada: 0%
- Porcentaje de Vía sin pavimentar: 0%

### Ruta eliminada o anterior
| Código | Tipo  | Recorrido                                                                | Situación Actual                                                  |
| ------ | ----- | ------------------------------------------------------------------------ | ----------------------------------------------------------------- |
| 1701   | Tramo | Chiles - Guachucal                                                       | - 1701 Carretera Secundaria Departamental (Chiles - Guachucal)    |
| 1702   | Tramo | Samaniego - Sotomayor                                                    | - 1702 Carretera Secundaria Departamental (Samaniego - Sotomayor) |
| 1703   | Tramo | Sin definir                                                              | - Carretera inexistente                                           |
| 1704   | Tramo | Sin definir                                                              | - Carretera inexistente                                           |
| 1705   | Tramo | Sin definir                                                              | - Carretera inexistente                                           |
| 1706   | Tramo | Navarro - Cruce Ruta 20 (El Tambo)                                       | - 25CC07 Carretera Secundaria Departamental                       |
| 1707   | Tramo | Cruce Ruta 20 - Munchique - López de Micay Munchique - Sitio Por Definir | - Carretera inexistente                                           |
| 1708   | Tramo | Sitio por Definir - Pacífico                                             | - Carretera inexistente                                           |
| 17CC01 | Ramal | Cruce Ruta 17 - Pandiguando - La Paz                                     | - 20CC04 Carretera Secundaria Departamental                       |

## Municipios
Las ciudades y municipios por los que recorre la ruta son los siguientes (fondo azul: recorrido actual; Fondo gris: recorrido anterior o propuesto; texto en negrita: recorre por el casco urbano; texto azul: Ríos):
| Tramo          | Municipio             | Recorrido | Departamento |
| -------------- | --------------------- | --- | ------------ |
| 1701           | Cumbal                | Río Carchi (Frontera con Ecuador); Cajón; Chiles; Panán; Cumbal (Acceso 08NR01 a Carlosama).                   | Nariño       |
| 1701           | Guachucal             | Guachucal (Cruce 0801 y Acceso 08NR02 a Muellamués); Río Sapuyes; El Espino.                                   | Nariño       |
| 1701           | Sapuyes               | El Espino (Cruce 1002 ).                                                                                       | Nariño       |
| 1702           | Túquerres             | Túquerres (Acceso 17NR04 a Laguna Azufral).                                                                    | Nariño       |
| 1702           | Santacruz             | Balalaika (Acceso 17NR01 a Santacruz); El Pedregal; Santa Marta.                                               | Nariño       |
| 1702           | Samaniego             | Cartagena; Samaniego (Acceso 17NR05 a Repetidora).                                                             | Nariño       |
| 1702           | Samaniego             | Samaniego; Tanamá (Acceso 17NR09 a El Decio); El Llano (Acceso 17NR11 a Chuguldí).                             | Nariño       |
| 1702           | La Llanada            | La Llanada. | Nariño       |
| 1702           | Sotomayor (Los Andes) | Villa Nueva (Acceso 17NR15 a Arenal); Sotomayor.                                                               | Nariño       |
| 1703 1704 1705 | Cumbitara             | Área Rural no definida.                                                                                        | Nariño       |
| 1703 1704 1705 | Policarpa             | Área Rural no definida.                                                                                        | Nariño       |
| 1703 1704 1705 | El Rosario            | Área Rural no definida.                                                                                        | Nariño       |
| 1703 1704 1705 | Leiva                 | Área Rural no definida.                                                                                        | Nariño       |
| 1703 1704 1705 | Balboa                | Área Rural no definida.                                                                                        | Cauca        |
| 1706           | Patía                 | El Estanquillo (Cruce 2503 ); Río Patía; La Fonda.                                                             | Cauca        |
| 1706           | El Tambo              | La Calera; La Paloma; Buenavista; La Paz; Lisboa Dajuando; Río Magines; Pandiguando; El Crucero (Cruce 2001 ). | Cauca        |
| 1707           | El Tambo              | Munchique; Área Rural no definida.                                                                             | Cauca        |
| 1707           | López de Micay        | Área Rural no definida; López de Micay.                                                                        | Cauca        |
| 1708           | López de Micay        | López de Micay; punto indeterminado en la costa del Océano Pacífico.                                           | Cauca        |

## Concesiones y proyectos
Actualmente la ruta no posee kilómetros entregados en Concesión para su construcción, mejoramiento y operación.